# Bombycilla japonica
Il beccofrusone giapponese (Bombycilla japonica (Siebold, 1824)) è un uccello passeriforme della famiglia dei Bombicillidi.

## Etimologia
Il nome scientifico della specie, japonica, è un riferimento all'areale di distribuzione: il suo nome comune altro non è che la traduzione di quello scientifico.

## Descrizione

### Dimensioni
Misura 15–18 cm di lunghezza, per 54-64 g di peso.

### Aspetto

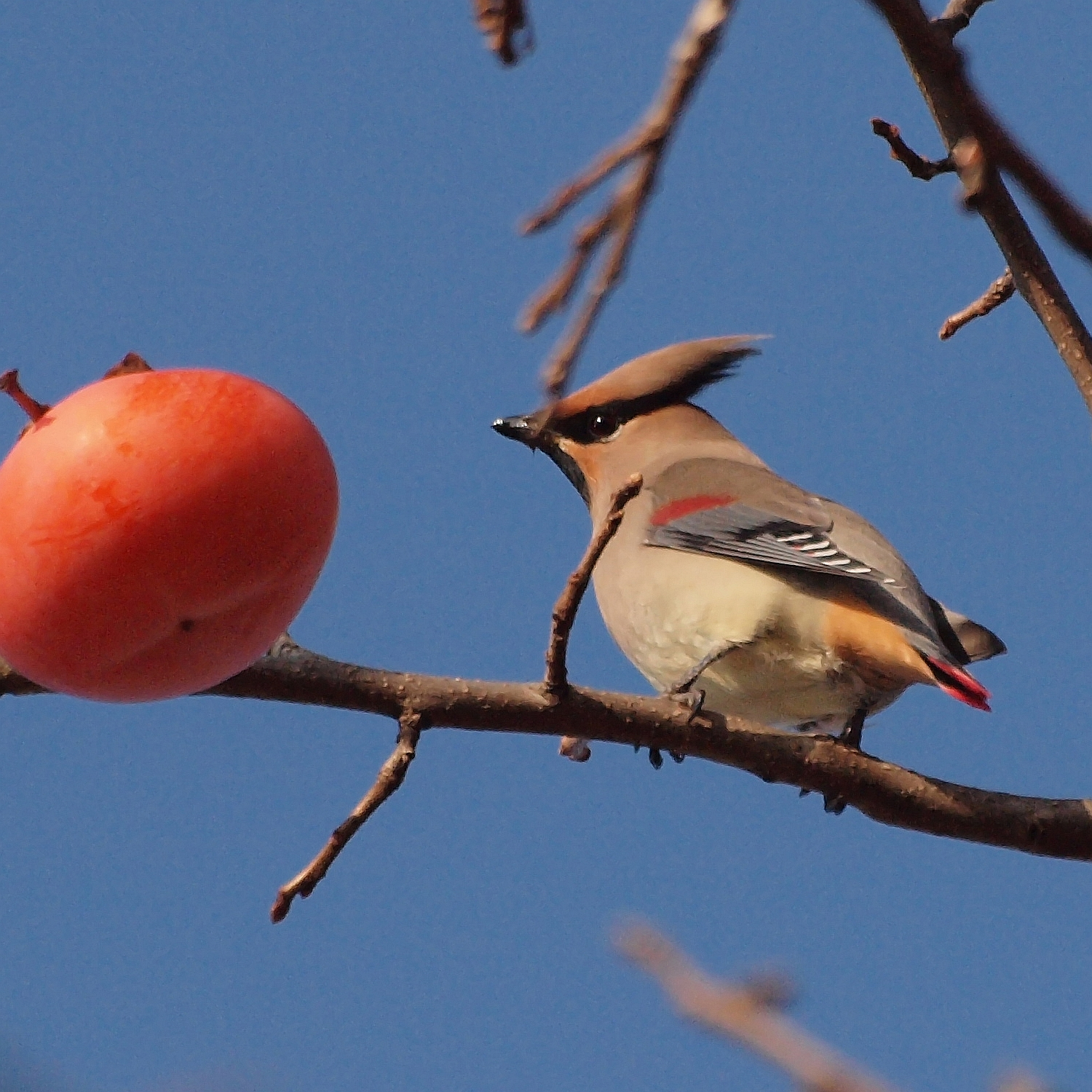
Esemplare a Nara.

Si tratta di uccelli dall'aspetto paffuto e arrotondato, con testa squadrata e munita di becco tozzo e conico, nonché di una cresta digitiforme erettile, mentre le ali sono appuntite, le zampe corte e la coda è corta e squadrata. Nel complesso, il beccofrusone giapponese risulta molto simile all'affine beccofrusone comune, rispetto al quale questi uccelli sono più piccoli e slanciati e presentano differente distribuzione del rosso corporeo.
Il piumaggio ha aspetto sericeo ed è di colore grigio-brunastro sulla maggior parte del corpo, più tendente al bruno su dorso e ali e maggiormente orientato verso il grigio cenere su ventre, fianchi e codione, mentre testa e petto presentano sfumature rosate. Dai lati del becco parte una banda nera che raggiunge l'occhio e da qui procede assottigliandosi a punta fino all'area auricolare, andando a formare una mascherina sottolineata di bianco: anche la bavetta sotto il becco è nera, così come nere sono le remiganti (con base grigia ed una macchia ovale bianca sul lato destro della punta di ciascuna penna) e la coda (con orlo delle penne di colore rosso-violaceo). Il sottocoda è di color rosso mattone, mentre le copritrici mostrano decise sfumature rosso-violacee: in questa specie sono assenti le caratteristiche punte a goccia traslucida delle remiganti secondarie, tipiche dei beccofrusoni.
Il becco e le zampe sono di colore nerastro, mentre gli occhi sono di colore bruno scuro.

## Biologia

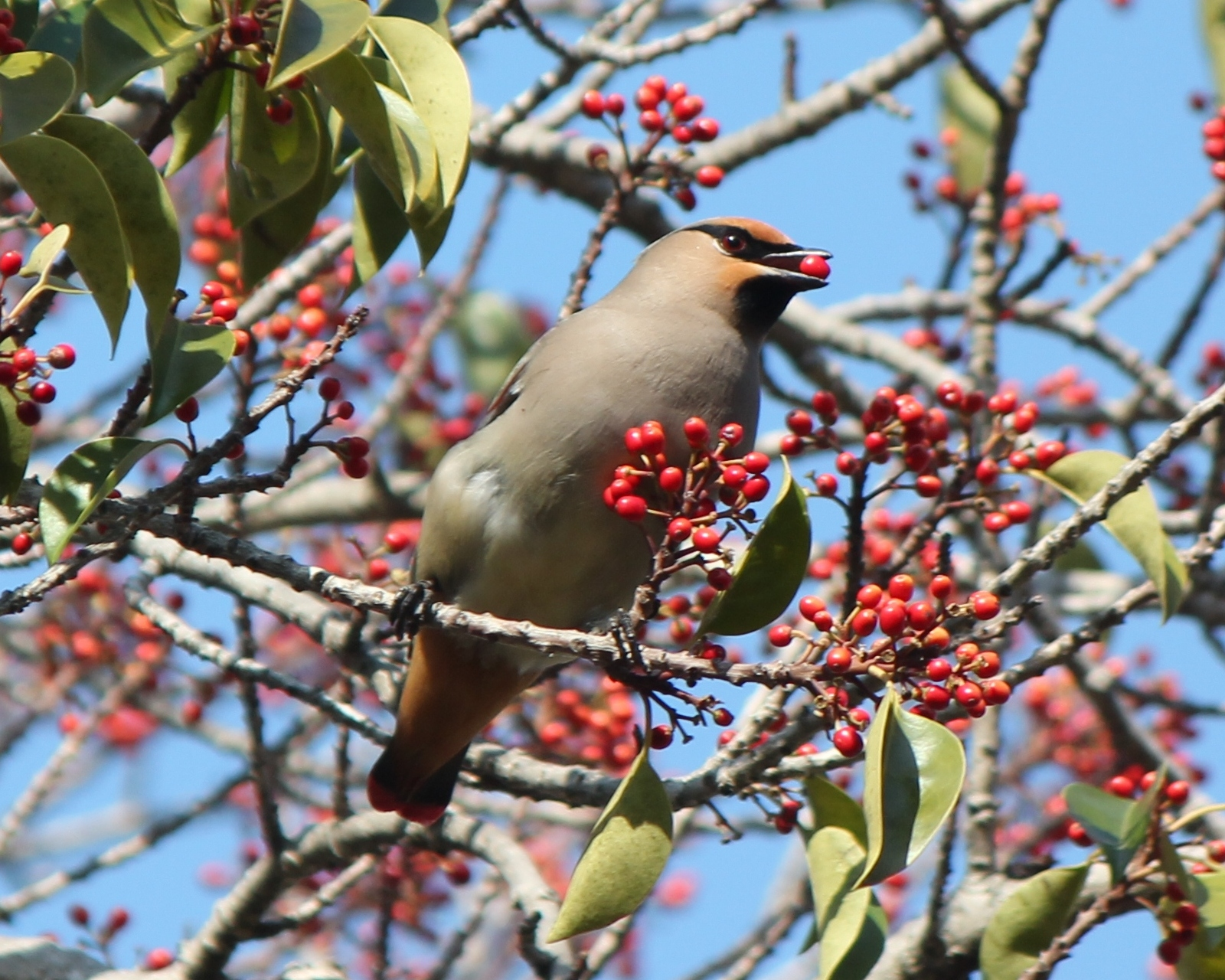
Esemplare si nutre su un agrifoglio a foglie tonde.

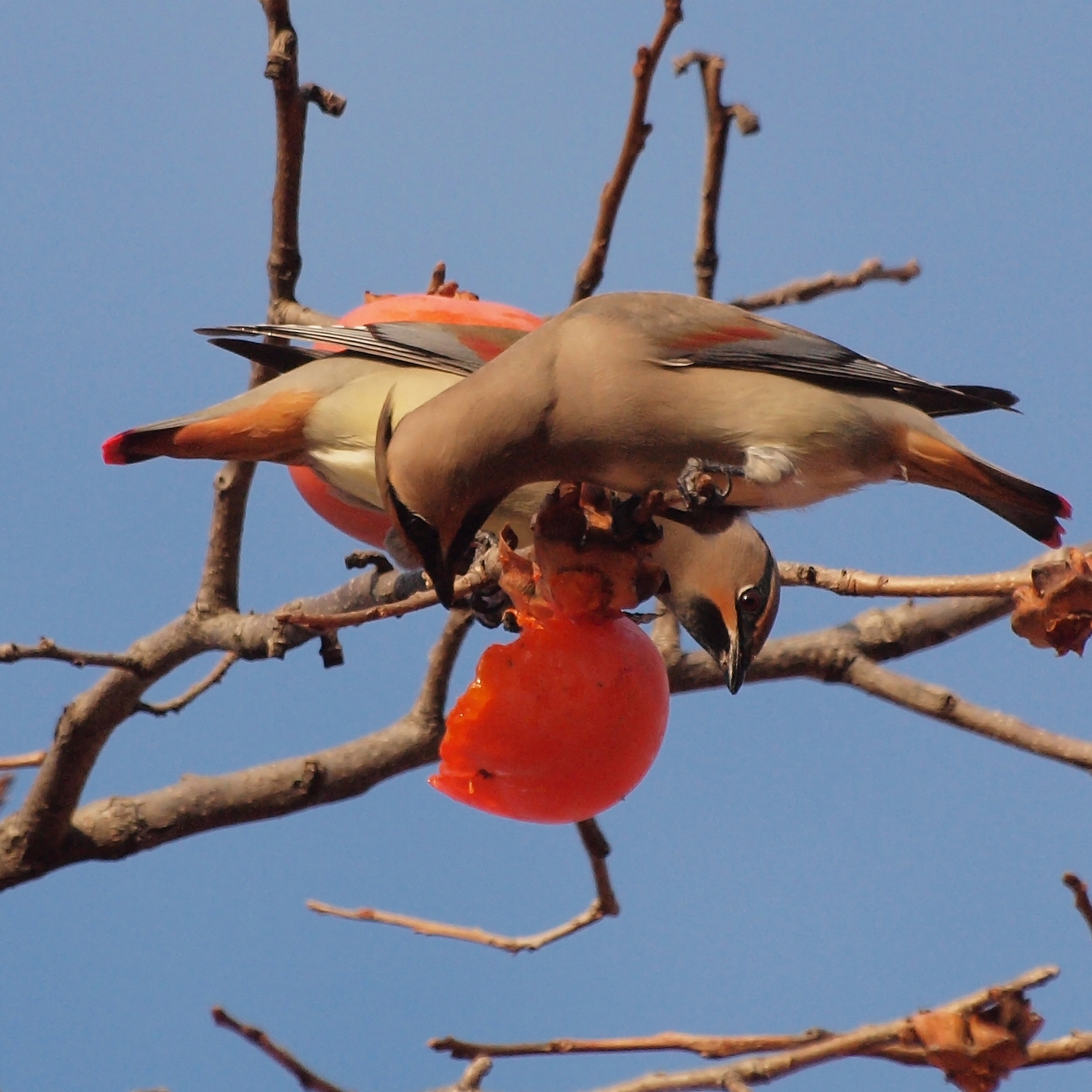
Due esemplari si cibano su un cachi a Nara.

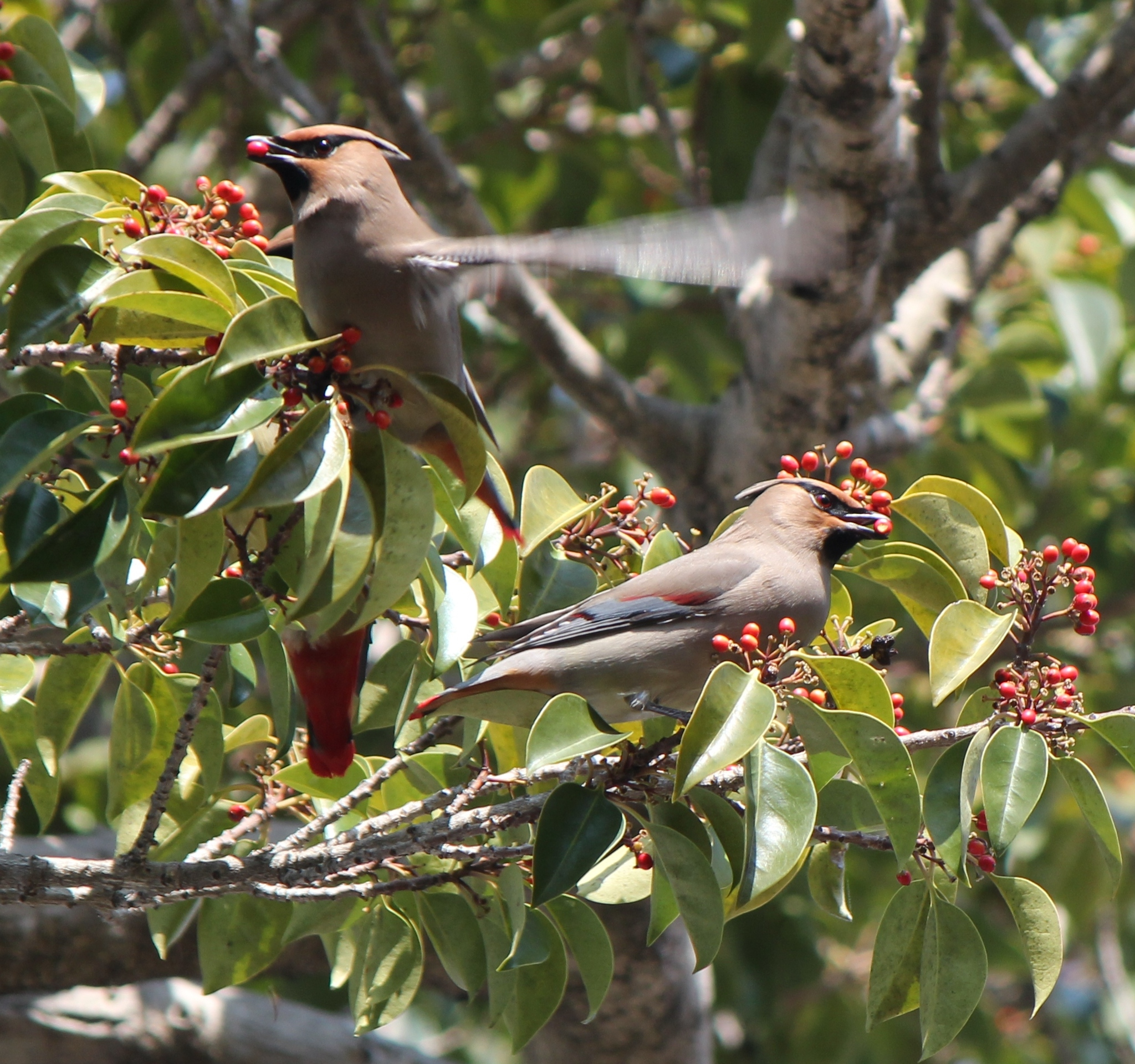
Coppia su un agrifoglio a foglie tonde.

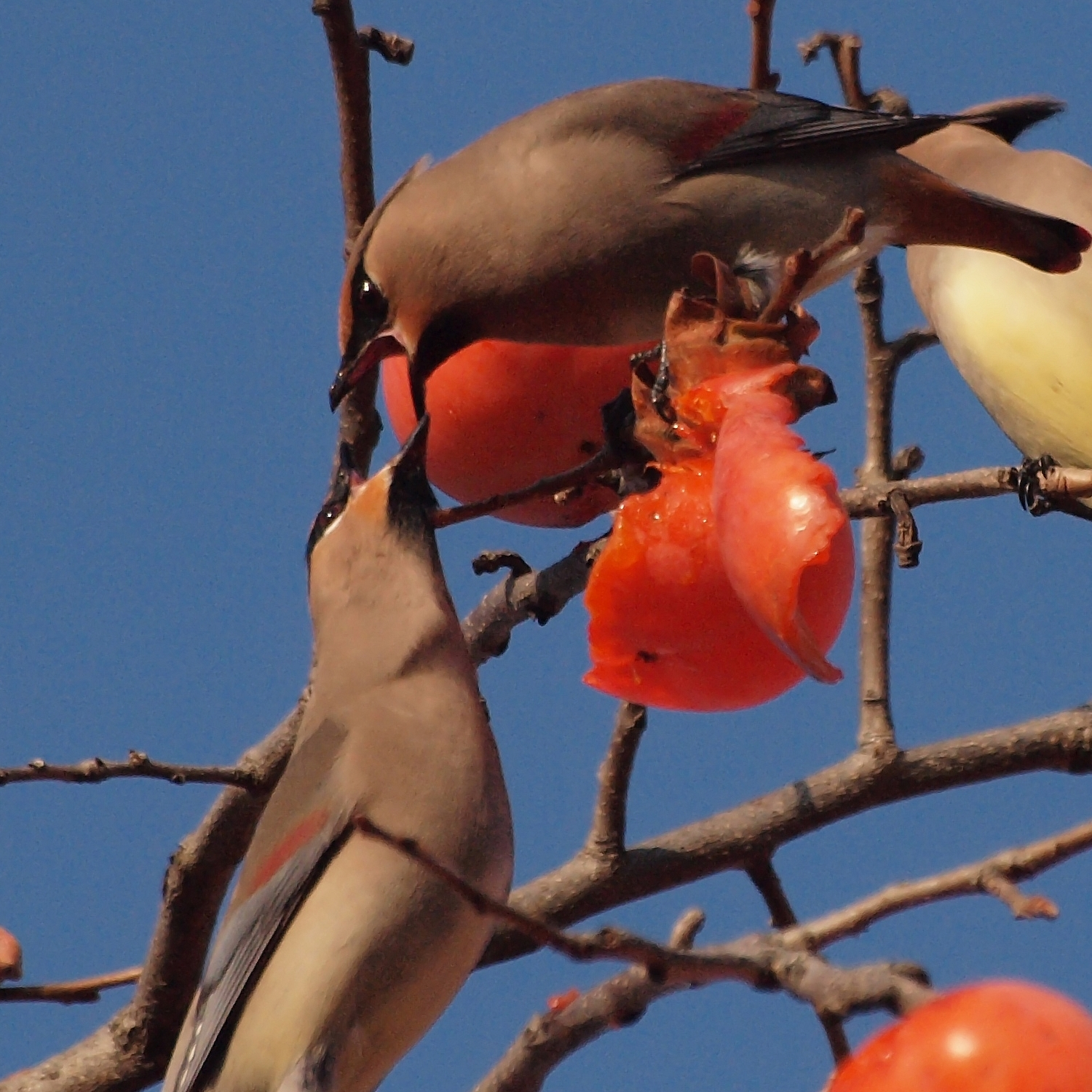
Due esemplari si passano il cibo.

Si tratta di uccelli dalle abitudini diurne e gregarie, che all'infuori della stagione degli amori vivono in stormi anche consistenti numericamente, talvolta in associazione col beccofrusone comune ed altre specie dalle abitudini similari, passando la maggior parte della giornata a spostarsi alla ricerca di cibo ed acqua e rifugiandosi al calar del sole fra i rami degli alberi per affrontare la notte.
Il richiamo del beccofrusone giapponese è molto simile a quello delle specie congeneri, ma più corto.

### Alimentazione
La dieta di questi uccelli è essenzialmente frugivora, componendosi in massima parte di frutti e bacche zuccherini e ben maturi, con una certa predilezione per i mirtilli: il beccofrusone giapponese si nutre inoltre di insetti alati, catturati in volo e cercati soprattutto durante il periodo riproduttivo, quando il fabbisogno energetico di questi uccelli aumenta.

### Riproduzione
Il periodo degli amori va dalla fine di giugno alla fine di luglio: si tratta di uccelli monogami, nei quali la femmina si occupa da sola della costruzione del nido (una struttura a coppa di rametti intrecciati foderata internamente di fibre vegetali essiccate, posizionata sul ramo di un albero, possibilmente nei pressi del tronco) e della cova delle uova (che dura circa due settimane), mentre l'allevamento della prole (coi nidiacei che, ciechi ed implumi alla schiusa, s'involano attorno alle due settimane dalla schiusa e continuano a stare coi genitori fino al mese di vita circa) è a carico di ambedue i partner.

## Distribuzione e habitat

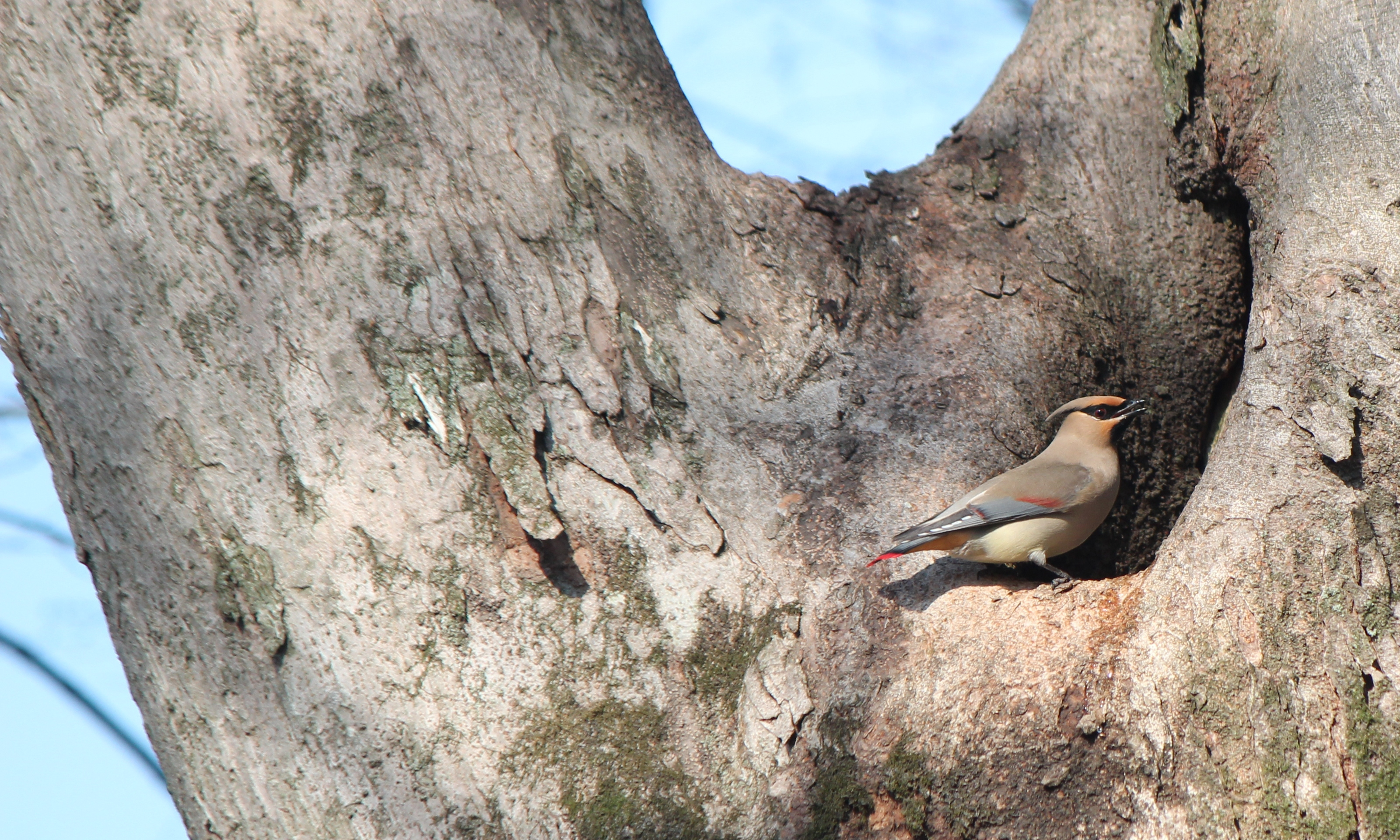
Esemplare si abbevera nella prefettura di Gifu.

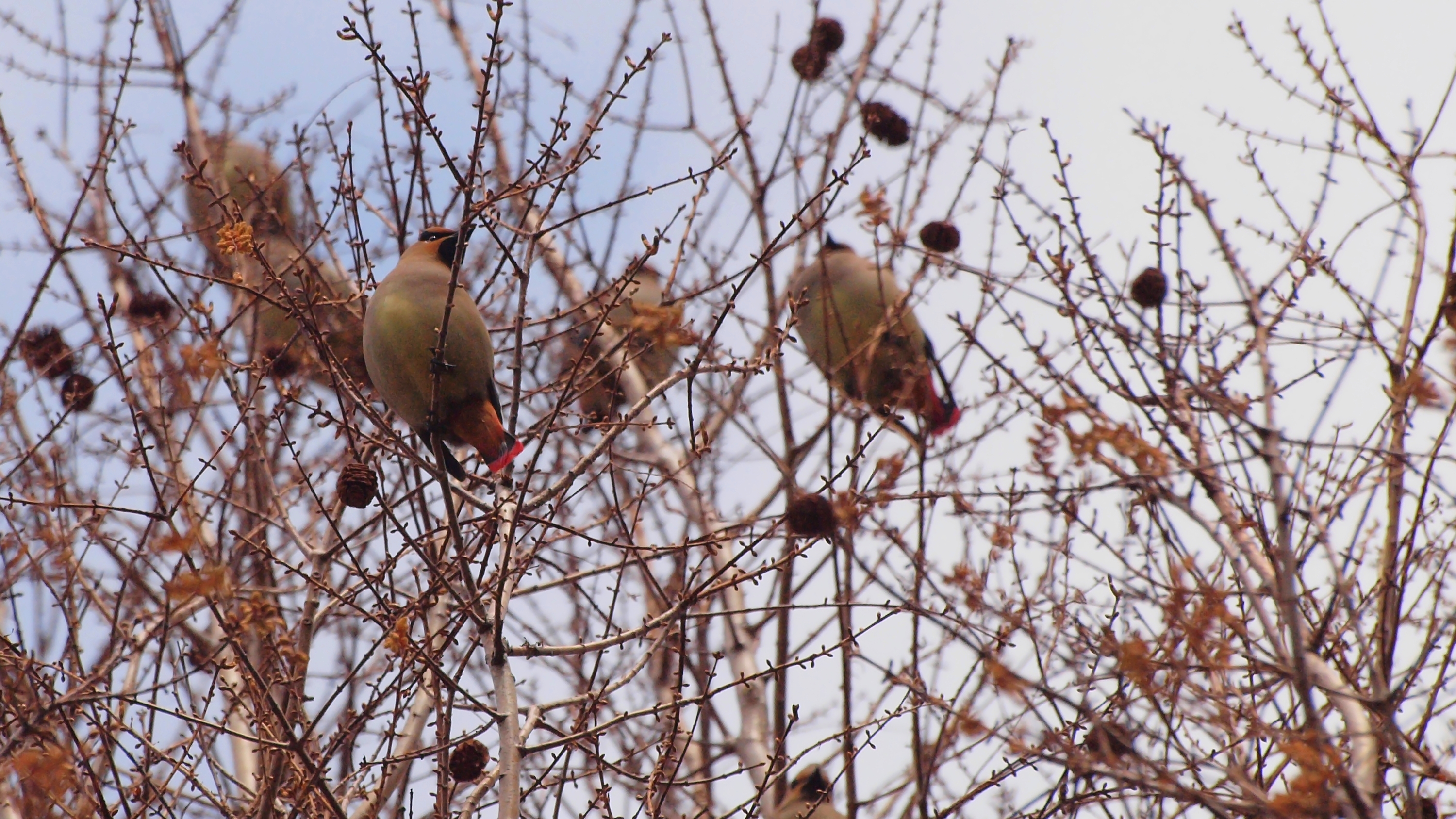
Gruppo su abete d'acqua.

Come intuibile sia dal nome comune che dal nome scientifico, il beccofrusone giapponese è diffuso in Estremo Oriente: durante l'estate questi uccelli si riproducono nel nord della Manciuria (Amur, Chabarovsk e sud-est della Jacuzia in Russia, nord dell'Heilongjiang in Cina) e nel nord dell'isola di Sakhalin, mentre d'inverno migrano a sud in Giappone (dove risulta più comune nel sud dell'arcipelago), nel sud della summenzionata Sakhalin, lungo la costa della Cina centrale e nella penisola di Corea, con esemplari isolati che si spingono a Taiwan e nel centro e sud della Cina, mentre gli avvistamenti in Europa si riferiscono verosimilmente a individui fuggiti dalla cattività.

Si tratta di uccelli molto mobili e nomadi, che si spostano continuamente fermandosi di volta in volta dove la presenza di risorse (cibo e acqua) ne consente lo stazionamento per un certo periodo.
L'habitat del beccofrusone giapponese è rappresentato durante l'inverno dalle aree boschive primarie e secondarie e dalle aree agricole, possibilmente a bassa quota (non di rado spingendosi in aree antropizzate con presenza di aree alberate come giardini, parchi e viali), mentre durante il periodo riproduttivo questi uccelli prediligono i boschi primari di conifere (principalmente larici).